# 彼歐
彼欧股份有限公司（法語：Plastic Omnium）是一家法國企業，主要業務為汽车零部件的生產與販售。

## 歷史
彼欧於1946年由法國人皮埃爾·布黑爾（Pierre Burelle）創立。該公司最初替雷諾汽車製造汽車轉向柱，但不久其營業範圍即迅速擴張，並成為法國與海外多家汽車廠零件供應商。1995年時，彼欧向其在法國最主要對手雷戴爾集團（Reydel Automotive）提出一項棘手提案，並最終自該集團的最大股東－蒂雷納金融控股公司（Compagnie Financière de Turenne）手中買下該集團。
今日的彼欧於全球25個國家設有據點，且擁有135間廠房。

## 公司部門

### Intelligent Exterior Systems 智能外饰系统事业部
主要負責製造汽車的智能外饰（含熱塑性塑料與複合塑料）零件，如汽車保險桿、能量緩衝系統、擋泥板與前端組件等，均為該部門的營業項目。

### Clean Energy Systems 清洁能源系统事业部（先前被稱為Inergy汽車系統）
負責製造塑料燃油系統與柴油减排（Selective catalytic reduction）系統等。 2011年時，Inergy收購了福特汽車於美國境內主要的油箱製造供應商－偉世通，並因此成為偉世通第六大的零件供應商。彼欧同時也是全球汽車產業重要的供應商。該公司亦有計畫於生產製程內導入更多的複合塑料來減少其產品的重量，進而獲取市場優勢。

## 股份結構
根據彼欧，2011年年底，該公司55.1%股份由母公司「Burelle」所持有；1.6%由員工持有；8.7%為庫藏股，而餘下34.6%股份，則為普通股東持有。